# Resolutie 1735 Veiligheidsraad Verenigde Naties
Resolutie 1735 van de Veiligheidsraad van de Verenigde Naties werd op 22 december 2006 unaniem aangenomen door de VN-Veiligheidsraad en verlengde de waarnemingsgroep die toezag op de uitvoering van maatregelen tegen terrorisme met anderhalf jaar.

## Inhoud

### Waarnemingen
De Veiligheidsraad zag terrorisme als een van de grootste bedreigingen van de internationale vrede en veiligheid. Opnieuw werden Al Qaida, Osama bin Laden, de Taliban en aanverwanten veroordeeld. Dit terrorisme kon enkel verslagen worden middels een omvangrijke aanpak met de actieve deelname en samenwerking van alle landen en internationale organisaties. De dialoog tussen het comité dat met resolutie 1267 was opgericht en de lidstaten was daarbij van vitaal belang. De Raad verwelkomde ook de verbeterde samenwerking met Interpol na resolutie 1699.
De Veiligheidsraad was ook bezorgd om het misbruik dat terreurgroepen maakten van het internet en merkte op dat de bedreiging die zij vormden aan het veranderen was; vooral de manier waarop ze hun ideologieën promootten.

### Handelingen

#### Maatregelen
Alle landen moesten de eerder tegen Al Qaida, Osama bin Laden en de Taliban opgelegde maatregelen uitvoeren:
a. Financiële middelen bevriezen,
b. Leden van hun grondgebied weren,
c. Wapenleveringen verbieden.

#### Oplijsting
Landen konden nog steeds namen indienen voor toevoeging aan de lijst waartegen deze sancties golden. Hun werd gevraagd daarvoor het document dat in bijlage zat te gebruiken.

#### Waarnemingsteam
Het mandaat van het waarnemingsteam in New York werd verlengd met achttien maanden. De taken hiervan waren opgesomd in bijlage II.

### Annex I
De eerste bijlage was het document dat landen werd gevraagd te gebruiken als ze personen voor wie de sancties golden aan de lijst wilden toevoegen.

### Annex II
De tweede bijlage omvatte de taken van het waarnemingsteam dat onder leiding van het 1267-Comité werkte. Het zag onder meer toe op de uitvoering van de maatregelen en deed aanbevelingen ter zake.

## Verwante resoluties
- Resolutie 1617 Veiligheidsraad Verenigde Naties (2005)
- Resolutie 1624 Veiligheidsraad Verenigde Naties (2005)
- Resolutie 1787 Veiligheidsraad Verenigde Naties (2007)
- Resolutie 1805 Veiligheidsraad Verenigde Naties (2008)

Lijst ·  1652 ·  1653 ·  1654 ·  1655 ·  1656 ·  1657 ·  1658 ·  1659 ·  1660 ·  1661 ·  1662 ·  1663 ·  1664 ·  1665 ·  1666 ·  1667 ·  1668 ·  1669 ·  1670 ·  1671 ·  1672 ·  1673 ·  1674 ·  1675 ·  1676 ·  1677 ·  1678 ·  1679 ·  1680 ·  1681 ·  1682 ·  1683 ·  1684 ·  1685 ·  1686 ·  1687 ·  1688 ·  1689 ·  1690 ·  1691 ·  1692 ·  1693 ·  1694 ·  1695 ·  1696 ·  1697 ·  1698 ·  1699 ·  1700 ·  1701 ·  1702 ·  1703 ·  1704 ·  1705 ·  1706 ·  1707 ·  1708 ·  1709 ·  1710 ·  1711 ·  1712 ·  1713 ·  1714 ·  1715 ·  1716 ·  1717 ·  1718 ·  1719 ·  1720 ·  1721 ·  1722 ·  1723 ·  1724 ·  1725 ·  1726 ·  1727 ·  1728 ·  1729 ·  1730 ·  1731 ·  1732 ·  1733 ·  1734 ·  1735 ·  1736 ·  1737 ·  1738